# Лобанов, Михаил Андреевич
Михаил Андреевич Лобанов (14 ноября 1945, СССР — 13 января 2022, Москва, Россия) — советский и российский актёр театра и кино, театральный педагог, профессор; заслуженный артист Российской Федерации (1993), заслуженный деятель искусств РФ (2010).

## Биография
Родился 14 ноября 1945 года.
В 1972 году окончил Школу-студию МХАТ (курс профессора П. В. Массальского) и был приглашен в труппу МХАТ.
С этого же года снимается в кино. Широкую известность ему принесла главная роль в детективе Владимира Шределя «Дела давно минувших дней…», где его герой — сотрудник милиции Михаил Андреевич Мотылёв. Лента рассказывает о расследовании в 1970-е годы сотрудниками органов госбезопасности дела об убийстве в 1926 году антиквара Богоявленского, который в свое время оставил в швейцарском банке значительный капитал для нужд Российской империи.
Также Лобанов принимал участие в озвучивании мультфильмов, где, благодаря необычайно звонкому, «юношескому» голосу, играл мальчиков-подростков («Лоскутик и Облако», «Дядюшка Ау») или животных.
С 1980 года Михаил преподавал мастерство актёра в Школе-студии МХАТ. За время работы им были поставлены 15 дипломных спектаклей, в том числе: А. Н. Островский «Поздняя любовь», В. Запольская «Мораль пани Дульской», Ф. М. Достоевский «Идиот», А. М. Горький «Зыковы» и др.
С 1988 года — художественный руководитель курса совместно с О. П. Табаковым в Школе-студии, в этом же году было присвоено учёное звание профессора. Был ведущим радиопередач «Вы нам писали», «Утренняя передача Маяка», «Читаем сами», «В субботу вечером».
В 1992 года Лобанову присвоено звание Заслуженного артиста России. В это же время во МХАТе им были поставлены спектакли «Принц и нищий» по Марку Твену, «Дуэль» А. П. Чехова, а в Институте ВГИК им. Герасимова спектакли: «Горячее сердце» А. Н. Островского, «Утиная охота» А. Вампилова и др.
Лобанов считался одним из ведущих педагогов мхатовской школы. Среди его учеников — Сергей Безруков, Владимир Машков, Евгений Миронов, Ирина Апексимова, Алёна Хованская, Виталий Егоров, Кристина Бабушкина, Яна Сексте и многие другие. В 2014 году Михаил стал лауреатом премии Олега Табакова «За многолетнюю и успешную работу по подготовке актёров нашей школы».
Скончался 13 января 2022 года на 77-м году жизни после продолжительной болезни. Похоронен на Пятницком кладбище.

## Творчество

### Театральные работы
МХАТ СССР имени М. Горького
- «Дни Турбиных» М. А. Булгакова — Лариосик
- «Синяя птица» М. Метерлинка — Кот
- 1972 — «Сталевары» Г. Бокарева и М. Матусовского — Женя
- 1977 — «Дачники» М. Горького — любитель драматического искусства
- 1979 — «Кино» Иштвана Чурки (постановка и режиссура И. Хорваи) — звукооператор[2]
- 1981 — «Тартюф» Ж.-Б.Мольера — Дамис
- 1981 — «Дядюшкин сон» Ф. М. Достоевского —
- 1982 — «Живой труп» Л. Н. Толстого — Буткевич

### Режиссёрские работы
Учебный театр Школы-студии МХАТ:
- «Поздняя любовь» А. Н. Островского,
- «Мораль пани Дульской» Г. Запольской,
- «Идиот» Ф. М. Достоевского,
- «Зыковы» М. Горького

МХАТ:
- «Принц и нищий» по Марку Твену
- «Дуэль» А. П. Чехова

Институт ВГИК им. Герасимова:
- «Горячее сердце» А. Н. Островского
- «Утиная охота» А.Вампилова

### Фильмография
1. 1972 — Дела давно минувших дней… — Михаил Андреевич Мотылёв, сотрудник милиции — главная роль
2. 1972 — Масштабные ребята — Коля Квасницкий
3. 1973 — Записки охотника (фильм-спектакль) — Вася
4. 1974 — Одиножды один — Степанков, председатель колхоза
5. 1975 — Победитель — Егор, помощник Спиридонова из Ольховки
6. 1975 — Старший мастер (фильм-спектакль)
7. 1976 — Степной король Лир (фильм-спектакль) — мужик (нет в титрах)
8. 1978 — Молодость, выпуск 1-й (киноальманах) («Ветераны») — лейтенант
9. 1979 — Дачники (фильм-спектакль) — любитель драматического искусства (нет в титрах)
10. 1980 — Мятеж (фильм-спектакль) — Алексей Колосов, начальник партшколы
11. 1981 — Уходя, оглянись... (фильм-спектакль) — рабочий
12. 1982 — Профессия — следователь — Геннадий Мураев, следователь в Светогорске
13. 1985 — Принц и нищий (фильм-спектакль) — актер
14. 1987 — Так победим! (фильм-спектакль) — рабочий
15. 1989 — Женщины, которым повезло (4-я серия: «Зина») — Юрий Игнатьевич Леонидов, драматург

### Озвучивание мультфильмов
1. 1975 — Про паучка, с которым никто не дружил — страус
2. 1977 — Незнайка в Солнечном городе (фильмы 6, 8 и 9) — Пегасик
3. 1977 — Лоскутик и Облако — Художник Вермильон / Чумазик
4. 1978 — Как тоску одолели — Ветерок
5. 1978 — Почтарская сказка — Франтишек / почтовый домовой
6. 1979 — Дядюшка Ау (серии 1 и 3) — мальчик Микка
7. 1979 — Обида (цикл «Четвёрка друзей») — крот
8. 1980 — Испорченная погода (цикл «Четвёрка друзей») — крот
9. 1980 — Однажды утром (цикл «Четвёрка друзей») — крот
10. 1980 — Топчумба — барсук
11. 1981 — Сон (цикл «Четвёрка друзей») — крот
12. 1981 — Так сойдёт! — заяц-мастер
13. 1982 — Кто придёт на Новый год — клёст
14. 1988 — Летели два верблюда — верблюжонок

### Радиопостановки
- Помещиков Е. — Детектив Иван Курашкин (1974)
- Бондин И. — Малиновое заовражье (1974)
- Шуленбург Б. — Сказка о человеке, который отправился искать улыбку (1975)
- Рыбаков А. — Кортик (1977)
- Рихтер-Ростальски Г. — Лучший (1977)
- Гайдар А. — Синие звёзды (1979)
- Андерсен Х. К. — Волшебное огниво (1979)
- Сказки народов мира — Муравьишка — испанская сказка (1979)
- Сказки народов мира — Человеку без труда жить нельзя — корейская сказка (1984)
- Костов Г. — Тайна зелёного портфеля (1985)
- Жуков А. — Мальчишки с оружейных улиц (1986)
- Яковлев В. — О смелых и отважных — (дети-герои) (1987)
- Сказки народов мира — Глаза змеи — японская сказка (1991)

## Признание и награды
- Заслуженный артист Российской Федерации (23 апреля 1993 года)
- Орден Дружбы (23 октября 1998 года, в связи со 100-летием МХАТ).
- Заслуженный деятель искусств РФ (2 июня 2010 года)